# Яреньга (присілок)
Яреньга (рос. Яреньга) — присілок в Приморському районі Архангельської області Російської Федерації.
Населення становить 156 осіб. Входить до складу муніципального утворення Пертоминське поселення.

## Історія
Від 2004 року входить до складу муніципального утворення Пертоминське поселення.

## Населення
| 2002 | 2010 | 2012 |
| ---- | ---- | ---- |
| 180  | ↘113 | ↗156 |